# Bernard Quennehen
Bernard Quennehen (né le 31 mai 1930 au Translay et mort le 21 janvier 2016 à l'hôpital d'Amiens,) est un coureur cycliste français. Il a remporté une étape du Tour de France 1953.

## Palmarès

### Par année
- 1949
  - 2e de Paris-Sézanne
- 1951
  - 4e étape de la Route de France
- 1953
  - 7e étape du Circuit des six provinces
  - 14e étape du Tour de France

### Résultats sur les grands tours

#### Tour de France
1 participation
- 1953 : 64e, vainqueur de la 14e étape